# Tajnan
Tajnan (Tainan) (tradicionális kínai: 臺南市, népszerű magyar átírásban Tajnan) Tajvan szigetének legrégibb, valamint a negyedik legnagyobb városa Tajpej (Taipei), Kaohsziung (Gaoxiong), és Tajcsung (Taizhong) után. Közlekedési csomópont is egyben, innen indul a kelet-nyugati keresztút. Nevének jelentése: Tajvan déli része. 2010. december 25. óta tartományi rangú város.
1624–1661 között holland székhely volt. 1661-ben Kuohszingje (Guoxingye) tette a sziget fővárosává, miután elhódította Tajvan szigetét a hollandoktól. 1664–1885 között a sziget közigazgatási központja volt.
Nevezetes több mint 300 templomáról, valamint vallási ünnepeiről és körmeneteiről. Megtalálható a nyugati és a buddhista-taoista hagyomány társulása. Itt él a sziget legnagyobb keresztény közössége. A város az autópályától nyugatra, a vasútvonal két oldalán terül el, az óváros nyugaton, az újváros keleten, a tengeri kikötő az óvárostól 5 km-re nyugatra található. A város és környéke műemlékekben gazdag.

## Nevezetességei
- Fort Providentia (Vörösszőrűek erődje) két holland épületmaradvány emlékhelye, ahol ma két kínai templom áll a Wen Chang Ke (Ven Csang Ko) és a Hai Shen Miao (Haj Sen Miao). A templomok 1921 óta történeti múzeumnak adnak otthont.
- Fort Zelandia (Meghódoltatott erőd) 1634-ben épült, 1662-ben került Koxinga kezére. Kínai nevét tőle kapta.
- Guoxingye-templom és múzeum Guoxingye tiszteletére épült, aki elkergette a hollandokat a szigetről.
- Konfuciusz-templom a sziget legrégibb Konfuciusz-temploma, melyet a Ming-dinasztia híve Chen Yonghua (Csen Junghua) tábornok építtetett 1665-ben.
- Nagy Déli kapu a Konfuciusz-templomtól kb. 500 méterre délre található. 1723-ban egy mandzsuellenes felkelés révén épültek fel a város időközben lebontott falai. A falak nyolc kapujából három maradt meg, a Nagy Déli kapu van a legjobb állapotban, melyet park vesz körül.
- Mito-templom a vasútállomástól délkeletre a Keleti kapu környékén áll. 1718-ban épült. Nevezetes Kuan-yin (Kuanjin) istennő ezerkarú szobráról.
- Öt Ágyas-templom egy szentély a város délnyugati részén. A Ming uralkodóházbeli Zhu (Csu) herceg öt ágyasának állít emléket, akik követték urukat az önkéntes halálba, mikor a mandzsuk átvették az uralmat a sziget felett.
- Matsu Miao-templom a tengeri hajósok védelmezőjének tiszteletére épült. Nevezetes gazdag, aranyozott fafaragásairól.
- Kuan-ti-templom a háború istenének emlékhelye.

## Tainan környéke
- Korall-tó Tainantól 33 km-re északkeletre található. Ez a második legnagyobb tó a szigeten. Nevét alakjáról kapta, sok öböl, sziget és félsziget tarkítja.
- Tsengwen-víztározó Tainantól 60 km-re északkeletre terül el. 1973-ban készült el. A tó a vizét a Korall-tóba csorgatja.
- Kuantzulin meleg források Tainantól 70 km-re északkeletre találhatóak. Agyagot tartalmaznak. A japán időkben lett felkapott üdülőhely a környékük.

## Testvérvárosai
| - Monterey, California, Amerikai Egyesült Államok (1965) - Gwangju, Dél-Korea (1968) - San Jose, California, Amerikai Egyesült Államok (1977) - Kansas City, Missouri, Amerikai Egyesült Államok (1987) - Pasay, Fülöp-szigetek (1980) - Cavite, Fülöp-szigetek (1980) - Tagaytay, Fülöp-szigetek (1980) - Trece Martires, Fülöp-szigetek (1980) - Columbus, Ohio, Amerikai Egyesült Államok (1980) - Kinmen, Kínai Köztársaság (1981) - Santa Cruz de la Sierra, Bolívia (1981) - Port Elizabeth, Dél-afrikai Köztársaság (1982) - Orlando, Florida, Amerikai Egyesült Államok (1982) | - Gold Coast, Queensland, Ausztrália (1982) - Fairbanks, Alaska, Amerikai Egyesült Államok (1983) - Oklahoma City, Oklahoma, Amerikai Egyesült Államok (1986) - Huntsville, Alabama, Amerikai Egyesült Államok(1986) - Carbondale, Illinois, Amerikai Egyesült Államok(1991) - Leuven, Belgium (1993) - Ra'anana, Izrael (1999) - Zacapa, Guatemala (2003) - Elbląg, Lengyelország (2004) - Ribe, Dánia (2005) - Keçiören, Törökország (2005) - Cagayan de Oro, Fülöp-szigetek (2005) |